# جو وليامز
جو وليامز (بالإنجليزية: Joe Williams)‏ (1 يناير 1873 في المملكة المتحدة ) هو لاعب كرة قدم إنجليزي وبريطاني (وحمل سابقاً جنسية المملكة المتحدة لبريطانيا العظمى وأيرلندا) في مركز الهجوم. لعب مع مانشستر يونايتد ،ماكليسفيلد تاون 